# Леви-Мирпуа, Гастон-Пьер де
Гасто́н-Пьер-Шарль де Леви́-Мирпуа́ (фр. Gaston-Pierre-Charles de Lévis-Mirepoix, при рождении Гасто́н-Пьер-Шарль де Леви́-Лома́нь (фр. Gaston-Pierre-Charles de Lévis-Lomagne) маркиз, позднее герцог де Мирпуа́; 2 декабря 1699, Бельвиль, диоцез Туля, Лотарингия — 24 сентября 1757, Монпелье) — французский аристократ, военный и политический деятель, дипломат, с 1757 года — маршал Франции.

## Биография

### Происхождение и семья
Гастон-Пьер-Шарль де Леви-Ломань, маркиз Мирпуа родился 2 декабря 1699 года в Бельвиле, Лотарингия. Он происходил из знатной семьи де Леви, известной с 1179 года. Исторической родиной семьи была деревня Леви́, располагавшаяся в исторической области Юрпуа, которая находилась к югу от Парижа, преимущественно на территории современного депертамента Эсон. Во время Альбигойских войн XIII века ветвь семьи, из которой происходил Гастон-Пьер, обосновалась на территории исторической области Лангедок на юге Франции.
Гастон-Пьер был единственным сыном Пьера-Луи де Леви де Луманя (фр. Pierre-Louis de Levis de Loumagne), графа Террид, затем маркиза де Мирпуа, «маршала веры», и его жены Анн-Габриэль Оливье (фр. Anne-Gabrielle Olivier). Отец умер 10 июня 1702 года, когда Гастону-Пьеру было два года, мать — когда ему было восемь лет.
Его двоюродный брат Франсуа-Гастон де Леви стал позднее известен как полководец Семилетней войны, которая шла между Францией и Англией за обладание Новой Францией (на территории современной Канады).

### Карьера
В 1715 году, в возрасте 16 лет Гастон-Пьер Леви приехал в Париж и был зачислен в роту Королевских мушкетёров. 6 марта 1719 года в девятнадцатилетнем возрасте он уже получил звание полковника Сентонжского пехотного полка, значительно позднее, в 1734 году — Пехотного полка Ла Марин, после чего вскорости произведён в бригадиры.
В 1735 году Франция и Священная Римская империя предприняли шаги по заключению мира в шедшей Войне за польское наследство, для чего державы договорились об обмене послами. Французский король Людовик XV возложил на Мирпуа миссию по проведению мирных переговоров, назначив его послом Франции. Мирпуа удачно справился с возложенной на него задачей, что позволило заключить в ноябре того же года Венский мир. 18 ноября 1738 года Мирпуа, назначенный к тому временем уполномоченным министром при дворе императора, договорился о передаче Франции Эльзаса и Лотарингии, последняя из которых была пожалована в управление низложенному по итогам войны польскому королю Станиславу Лещинскому. За успехи в присоединении к королевству Эльзаса и Лотарингии в 1739 году Мирпуа получил звание лагерного маршала, а 2 февраля 1741 года был удостоен ленты ордена Святого Духа.
В качестве полководца Мирпуа принимал активное участие в Войне за австрийское наследство, начиная с французского вторжения в Богемию в 1742 году. В 1744 году успешно командовал французскими войсками в Битве при Монтальбоне, за что был удостоен звания генерал-лейтенанта. В 1746 году командовал французскими войсками во время боевых действий в Провансе и в Графстве Ницца. В 1747 году участвовал в победной для французов Битве при Лауфельде под командованием маршала Морица Саксонского. В том же году назначен комендантом крепости Йер-Бруаж на юго-востоке Франции.
Между 1749 и 1755 годами был в должности посла Королевства Франция в Англии. В этом качестве тщетно пытался предотвратить начало Семилетней войны между двумя королевствами за контроль над североамериканскими владениями — Новой Франции.
25 сентября 1751 года за выдающиеся военные и дипломатические заслуги король произвёл его из маркизов в герцоги Мирпуа. С 1755 года — генерал-лейтенант и губернатор провинций Виваре, Веле и Лангедок и Диоцеза Юзес. 14 февраля 1757 года Людовик XV присвоил Мирпуа звание маршала Франции.
Гастон-Пьер-Шарль де Леви-Мирпуа скончался 24 сентября 1757 года в Монпелье, Лангедок.

### Семейная жизнь
Гастон-Пьер де Леви-Мирпуа был дважды женат:
Первый брак был заключён в 1733 году, когда его супругой стала Анн-Габриэль-Анриетт Бернар де Риё (фр. Anne-Gabrielle-Henriette Bernard de Rieux) — дочь председателя Парижского парламента Габриэля Бернара де Риё в его втором браке. Она также была внучкой финансиста Самюэля Бернара и историка Анри де Буленвилье. Анн-Габриэль-Анриетт умерла 31 декабря 1736 года при родах, ей было 15½ лет.
В 1739 году Мирпуа женился вторично на Анн-Маргерит-Габриэль де Бово-Кран — вдове военного деятеля Жака-Анри де Лоррен Ликсхейма, дочери крупного аристократа Марка де Бово-Крана. О детях от этих браков ничего не известно, однако Мирпуа вписал в своё завещание запрет на наследование его имущества со стороны других ветвей Дома Леви, поэтому можно предположить, что дети у него были.

## Память

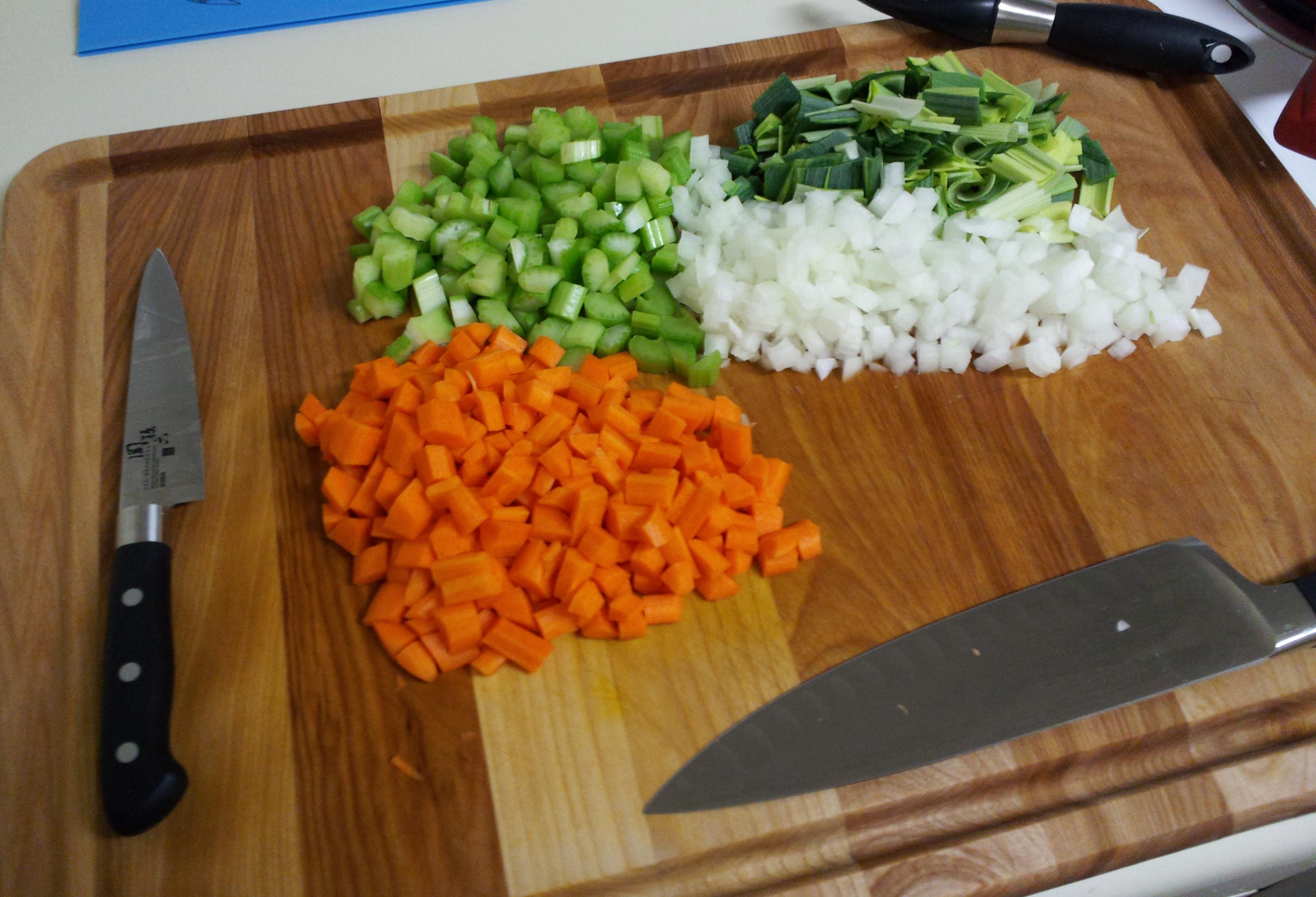
Мирпуа

Гастон-Пьер де Леви-Мирпуа вёл активную светскую жизнь и держал открытый стол — на его обедах часто присутствовал цвет тогдашнего французского общества. Однажды его повар придумал овощную смесь из корнеплодов, луковых и столовой зелени, которая добавляется в бульон для придания ему аромата. Это изобретение до сих пор используется и известно под названием «мирпуа».